# Structures de données dans un SIG
Un Système d'information géographique contient des données alphanumériques et des données spatiales. Dans un SIG, les données sont stockées soit sous format vectoriel, soit sous format raster,. Le format vectoriel gère les points, les lignes et les polygones, les vecteurs sont complétés par des informations alphanumériques. Les données raster sont stockées sous forme de cellules formant une maille. Ces données sont aussi complétées par des données alphanumériques telles que la moyenne, le max, le min, la somme de grandeurs géographiques.
Pour indicer les données vectorielles on utilise les arbres ou les graphes,.

## Arbres
Parmi les arbres, un Quad tree est une structure en forme d'arbre dans laquelle chaque nœud a exactement quatre enfants. Les Quad trees sont généralement utilisés pour partitionner un espace à deux dimensions par divisions successives en quatre quadrants. Il sert à l'indexation spatiale, de même que l'octree qui est un arbre analogue.
En informatique, un kd-tree (abréviation pour arbre à k-dimensions) est une structure de données  en forme d'arbre binaire dans lequel chaque  nœud est un point dans un espace à k-dimensions.
Un R-tree est une structure de données similaire à un B-tree, utilisée comme méthode d’accès spatiale, c'est-à-dire servant à indexer des informations multi-dimensionnelles, comme par exemple, les coordonnées (x,y) de données géographiques.
Un vp-tree (« vantage point tree ») est un arbre BSP qui sépare les données dans un espace métrique en choisissant une position dans l'espace, le point privilégié (« vantage point ») et en divisant les points de données en deux partitions : ceux qui sont à une distance du point privilégié inférieure à un seuil donné, et ceux qui ne le sont pas. En répétant cette procédure pour partitionner les données en ensembles de plus en plus petits, une structure d'arbre est créée dans lequel des voisins dans l'arbre ont de grandes chances d'être des voisins dans l'espace.
D'autres structures en arbre sont utilisées comme les M–way vp–tree, Multi-vantage-point tree et les M tree.

## Graphes
- Graphe de voisinage

Un graphe de voisinage sert à visualiser les relations de voisinage. Les voisins peuvent être des régions contiguës ou non, ou des points, la relation peut être pondérée par une distance. Il existe plusieurs types de graphes : le graphe du plus proche voisin relatif, le graphe de Gabriel, la triangulation de Delaunay,, etc.

R tree
Quad tree
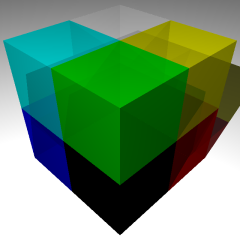
Octree
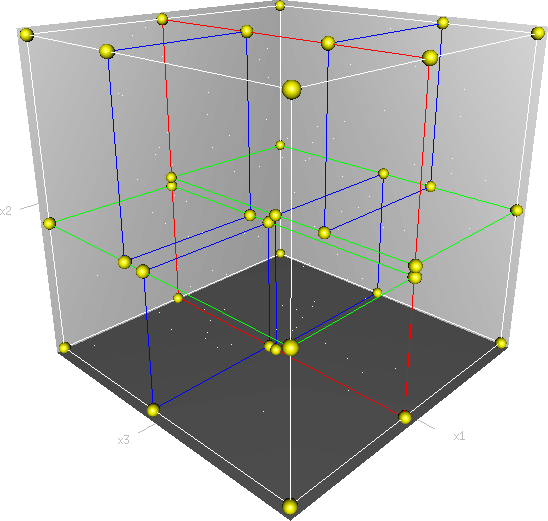
kd-tree
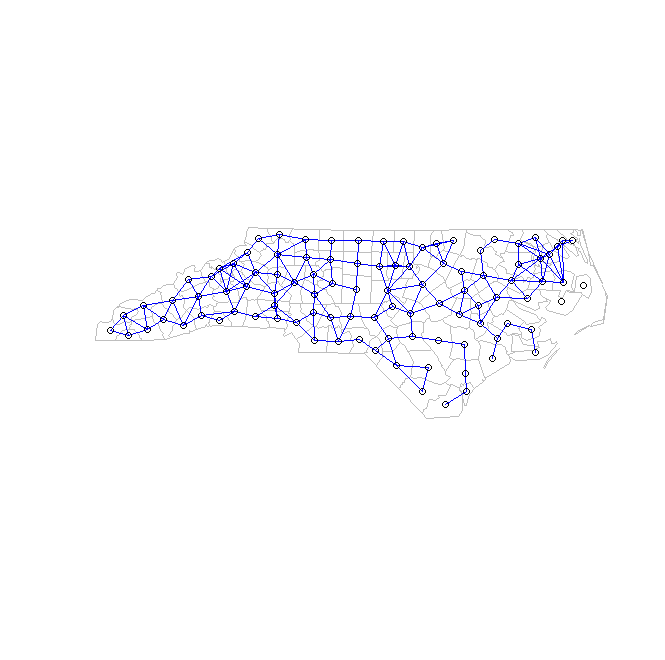
Graphe de voisinage

## Autres
Un rectangle à limite minimum ou une boite à limite minimum (« Minimum bounding rectangle » ou « Bounding box ») est l'étendue maximum d'un objet géographique dans un système de coordonnées.